# В бегах (фильм, 1988)
«В бегах» (англ. On the Run, иер. трад. 亡命鴛鴦, упр. 亡命鸳鸯, кант.-рус.: Мон мэн инь ён) — гонконгская криминальная драма режиссёра Альфреда Чёна. Главные роли в картине исполнили Юань Бяо и Пэт Ха.

## Сюжет
После беседы полицейского Хён Мина со своей бывшей женой Лок Вань, также работающей в полиции, она умирает от пули наёмницы Пак Чёй. Мин, узнав о случившемся, задерживает убийцу и просит подмоги у своего начальника, Лёй Чёня. Фактически Чёнь занимается наркобизнесом и является любовником погибшей. Когда же Лок Вань выясняет правду, Чёнь нанимает Чёй, чтобы устранить свидетеля. Более того, он намеревается «убрать» всех, кто связан с убийством — как наёмницу, так и посредника.
Когда Мин, задержав наёмницу, ожидает помощи, на место приходят люди Чёня с намерением убить их обоих. Оба получают ранения и сбегают к матери Мина. Когда Чёй встречает дочь Мина, она чувствует вину за убийство её матери. Теперь Чёй встаёт на сторону Мина, чтобы спасти его семью и разобраться с Чёнем.

## В ролях
Примечание: имена героев переведены с китайских иероглифов на русский с помощью кантонско-русской транскрипции.
- Юань Бяо — Хён Мин
- Пэт Ха — Пак Чёй[комм. 3]
- Иди Чань[англ.] — Лок Вань, жена Мина
- Чарли Чин — Лёй Чёнь, инспектор
- Ло Ле — Чап, подчинённый Чёня
- Юнь Ва[англ.] — подчинённый Чёня
- Филлип Коу — подчинённый Чёня
- Орландо Тоу[кит.] — Хоу
- Лам Лапсам[кит.] — Фай
- Боуи Лам[англ.] — Джонни[комм. 4]
- Лэй Хёнкам — мать Мина
- Чань Чёкъянь — Сиулам, дочь Мина
- Питер Пау — доктор
- Лау Сэкъинь[кит.] — брат Мина
- Ын Куоккинь — Лин, из отряда по борьбе с наркотиками
- Мак Сюсань — Дядя Куай

## Съёмочная группа
- Режиссёр: Альфред Чён[англ.]
- Продюсеры: Леонард Хо, Саммо Хун
- Авторы сценария: Альфред Чён, Кит Вон
- Оператор: Питер Нгоу
- Постановка трюков: Ассоциация каскадёров Саммо Хуна[фр.], Юнь Ва[англ.], Чинь Калок[англ.]
- Композитор: Лам Маньи[англ.]
- Режиссёр монтажа: Ю Сёнь
- Художники-постановщики: Хай Чунмань[англ.], Доминик Лоу
- Художники по костюмам: Брюс Ю, Иу Ваймин
- Художники по гриму: Пхунь Маньва, Вон Кэйхун
- Ассистент режиссёра: Боско Лам

## Кассовые сборы
На киноэкраны Гонконга фильм вышел 15 октября 1988 года. За 14 дней кинопроката картина собрала HK$ 6 912 828. В списке самых кассовых гонконгских лент 1988 года «В бегах» занимает 61 строчку.  

## Восприятие
Критики тепло встретили фильм. Некоторые посчитали картину одним из лучших фильмов с участием Юань Бяо.

## Комментарии
1. ↑  Буквальный английский перевод китайского названия.
2. ↑  Исполнительный продюсер.
3. ↑  Героиню называют либо «мисс Пак» (фамилия), либо «Чёй» (имя).
4. ↑  Произносится как «Чёньнэй».